# Agboville (département)
Le département d'Agboville est un département de Côte d'Ivoire. 